# Lakáshitel
A lakáshitel a banki kölcsönök azon fajtája, mely kifejezetten ház vagy lakás vásárlására, építésére, bővítésére, esetleg felújítására szolgál. Azok számára nyújt segítséget, akik önerőből nem tudnának saját házra vagy lakásra szert tenni, de banki hitel segítségével igen.
A lakáscélú hitel felvétele során a bank bizonyos feltételek mellett pénzt ad a hitel felvevőjének kifejezetten arra a célra, hogy egy lakást vagy házat építsen, megvásároljon, bővítsen, vagy felújítson. A hitelt felvevő személy (adós) ezt a pénzt a banknak részletekben fizeti vissza, meghatározott mennyiségű kamattal terhelve.
A futamidőt, vagyis azt, hogy meddig kell az adott összeget fizetni, előre megállapítják, és szerződésben rögzítik. A törlesztés végén magasabb összeget fizet vissza az adós, mint amennyit felvett, hiszen az alapösszeget kamatokkal növelik.

## A lakáshitel feltételei
Ahhoz, hogy valaki lakáshitelhez jusson, számos feltételnek kell megfelelni. Hogy ezek pontosan mik, az az adott banktól függ, az azonban mindig érvényes, hogy stabil jövedelemmel kell rendelkezni, és szükséges meghatározott mértékű önerő is. A jövedelemre vonatkozóan azt is vizsgálnia kell a bankoknak, hogy a kölcsön törlesztőrészlete a törvényi szabályozásnak megfelelően belefér-e az igazolt nettó jövedelembe. Ezt a Magyar Nemzeti Bank által meghatározott jövedelemarányos törlesztési mutató határozza meg.
|                                                    | 5 évnél rövidebb kamatperiódus | 5-10 év közötti kamatperiódus | Legalább 10 éves kamatperiódus |
| -------------------------------------------------- | ------------------------------ | ----------------------------- | ------------------------------ |
| Havi nettó jövedelem nem éri el a 600 000 forintot | 25%                            | 35%                           | 50%                            |
| Havi nettó jövedelem eléri a 600 000 forintot      | 30%                            | 40%                           | 60%                            |

A lakáshitelről tudni kell, hogy kötött felhasználású, tehát az nem lehetséges, hogy felvesszük, aztán meggondoljuk magunkat, és másra költjük – csakis lakáscélokra fordítható.
Mivel nagy, több milliós összegekről van szó, számolni kell vele, hogy a törlesztés akár évtizedekig is eltarthat, a felvett összegtől és a kiszámított futamidőtől függően. A futamidőt befolyásolja, hogy havonta mekkora összeget tudunk a törlesztésre szánni.
Mint minden hitelen, természetesen a lakáshitelen is van kamat, ami különböző mértékű lehet. Számolni kell vele, hogy a befizetett összeg végül magasabb lesz, mint amennyit felvettünk – hogy mennyivel, az a kamat mértékétől függ. Erre érdemes odafigyelni, ugyanis eleinte általában kedvezményesek a feltételek, de ez később változhat: a szerződés alapos áttanulmányozásával mindenre fel tudunk készülni.

## Forint vagy deviza alapú hitelek
Hitelből létezik forint- illetve devizaalapú. A lakáshitelek körében is elérhető ez a két fajta.

### Devizaalapú hitelek
A devizaalapú hitel lényege, hogy a törlesztés forintban történik, de a felvett kölcsönösszeg és a törlesztőrészlet devizában van nyilvántartva.
Ennek kockázata, hogy az árfolyam ingadozhat, vagyis ha a forint gyengül, a hitel összege nőhet, tehát többet kell visszafizetni. A forintban befizetett havi törlesztést a bank átváltja az adott pénznemre, emiatt keletkezik az árfolyamkockázat.
Ezeknél a hiteleknél szót érdemel még a kamatkockázat, ami akkor következik be, ha az adott deviza erősödik. Ekkor nőnek a kamatok, ami szintén azt eredményezi, hogy a havi törlesztőrészletek jelentősen emelkednek.
Emlékezetes a 2008 utáni hitelválság, melynek során a svájci frank alapú hitelek összege drasztikusan megnövekedett, köszönhetően a deviza erősödésének, illetve a forint gyengülésének. Ennek következtében több ezer hitel dőlt be, akkorára nőttek a törlesztőrészletek, hogy a hitelesek jó része képtelen volt fizetni. Ez a kockázat a devizahitelek esetében mindenképpen megvan.

### Forint alapú hitelek
A forintalapú hitelek előnye, hogy mivel az egész forintban van nyilvántartva, nincs árfolyamkockázat. Ami miatt változhatnak a törlesztőrészletek, az az, hogy a kamatok árazása referenciakamathoz kapcsolt, szoros összefüggésben áll a jegybanki alapkamat mértékével. Ha tehát bekövetkezik valamilyen nem várt, kedvezőtlen gazdasági esemény, amire a jegybank kamatemeléssel reagál, nőni fognak a forintalapú hitelek kamatai, ezáltal a törlesztőrészletek is.
A legtöbb banknál ugyanakkor van lehetőség arra, hogy meghatározott időre (akár 5 évre) rögzítsük a kamatok mértékét. Ez azt jelenti, hogy ezalatt az idő alatt akkor sem emelkednek a kamatok, ha a jegybank emel, így egy ideig teljesen kiszámítható marad a havi törlesztés összege.

## Fedezet
A hitelek, így a lakáshitelek is lehetnek fedezettel biztosítottak, vagy fedezet nélküli hitelek. Utóbbiak ritkábbak, a lakáshitelek nagy részéhez szükség van fedezetre.

### Fedezettel biztosított hitelek
A fedezettel biztosított hitelek lényege, hogy az adós valamilyen ingó vagy ingatlan vagyontárggyal biztosítja, hogy a hitelezőt nem érheti anyagi kár akkor sem, ha nem tud fizetni. Ez a gyakorlatban úgy néz ki, hogy a hitelező zálogjogot szerez a meghatározott vagyontárgyra, és ha az adós nem fizet, ezt érvényesítheti is.
A lakáshitelek esetében gyakori, hogy a zálog éppen az a lakás, aminek megvásárlására, bővítésére, vagy felújítására a hitelt felvették. Ez esetben jelzálogról beszélünk.

### Fedezet nélküli hitel
Ezeket biankóhitelnek hívják. Ennek a hitelnek a lényege, hogy a hitel visszafizetése személyesen biztosított. A biztosíték lehet munkabér, korábbi kapcsolat a bankkal, aminek révén a bank kockázattűrésébe még belefér, hogy konkrét fedezett nélkül nyújtson hitelt.